# Sebt Ait Rahou
Sebt Ait Rahou  (in arabo سبت ايت رحو‎?) è un centro abitato e comune rurale del Marocco situato nella provincia di Khénifra, regione di Béni Mellal-Khénifra. Conta una popolazione di 9 245 abitanti (censimento 2014).